# سابینا گوتسانتی
سابینا گوتسانتی (ایتالیایی: Sabina Guzzanti؛ زادهٔ ۲۵ ژوئیهٔ ۱۹۶۳) یک بازیگر اهل ایتالیا است.
از فیلم‌ها یا مجموعه‌های تلویزیونی که وی در آن‌ها نقش داشته است می‌توان به دلسوزی برای شاه‌میگو اشاره نمود.